# August Allebé
August Allebé (Amsterdam, 19 april 1838 – aldaar, 10 januari 1927) was een Nederlands schilder en lithograaf.

## Leven en werk
Hij studeerde van 1854 tot 1858 aan de Koninklijke academie van Beeldende Kunsten in Amsterdam.  Zijn oeuvre omvat portretten, stillevens en landschappen. Net als veel andere schilders in die tijd werkte hij een tijd op het platteland, in zijn geval in Dongen, in de jaren zestig van de negentiende eeuw. Zijn vroege werken waren romantisch, maar later ging hij over op een meer realistische stijl. Zijn werk is kwalitatief goed, maar weinig bekend.
Zijn naam is bekender geworden door zijn functies aan de Rijksacademie van beeldende kunsten in Amsterdam, de opvolger van de Koninklijke Academie voor Beeldende Kunsten. Vanaf de oprichting in 1870 was August Allebé als hoogleraar aan deze opleiding verbonden, daarna van 1890 tot 1906 als directeur.
Als docent had hij een belangrijke invloed op de schilders van de zogenaamde Amsterdamse School. Tot zijn leerlingen worden onder meer Jan Voerman, Antoon Derkinderen, Jan Veth, Jan Sluijters, Jan Toorop, Richard Roland Holst, Jan Tiele en Lizzy Ansingh gerekend. Ook Mondriaan heeft aan de Rijksacademie gestudeerd toen Allebé daar directeur was. Daarnaast waren er kunstenaars die na hun afstuderen les bij hem namen, zoals Suze Robertson en George Breitner. Ook illustratoren studeerden bij Allebé, onder wie Nelly Bodenheim, Johan Braakensiek, Cornelis Jetses en Tjeerd Bottema. Hij onderhield een uitgebreide correspondentie met zijn ex-leerlingen, waaronder de Amsterdamse Joffers. August Allebé had veel contacten in de kunstwereld.
Allebé overleed op 88-jarige leeftijd en is begraven op Zorgvlied.
In Amsterdam Slotervaart is het August Allebéplein naar hem vernoemd. Veel van de straten daaromheen dragen de namen van zijn leerlingen.

## Werk van August Allebé

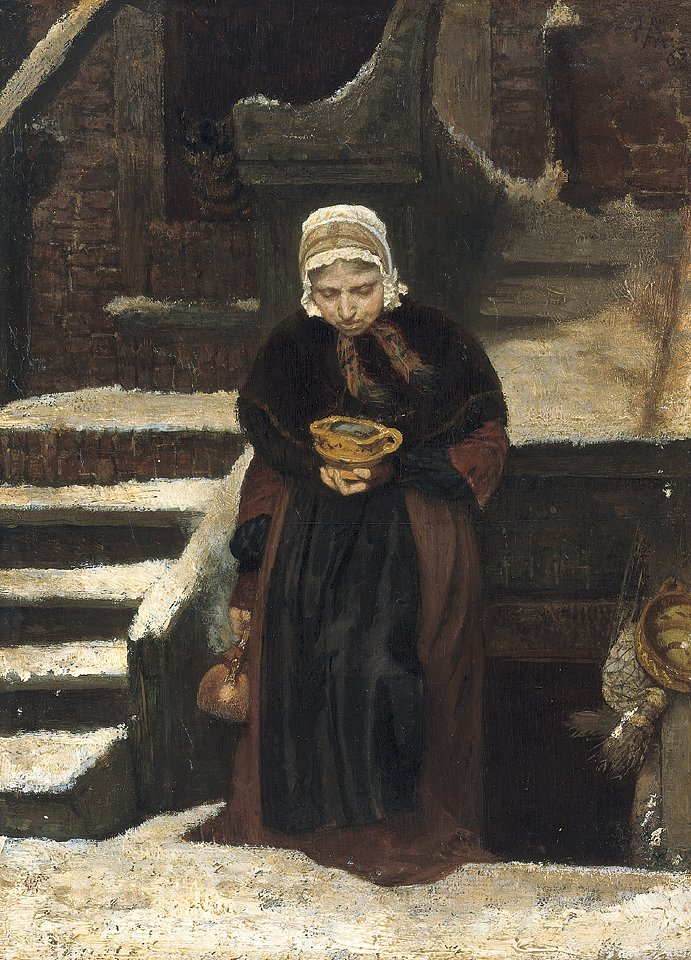
Nadagen (1863)
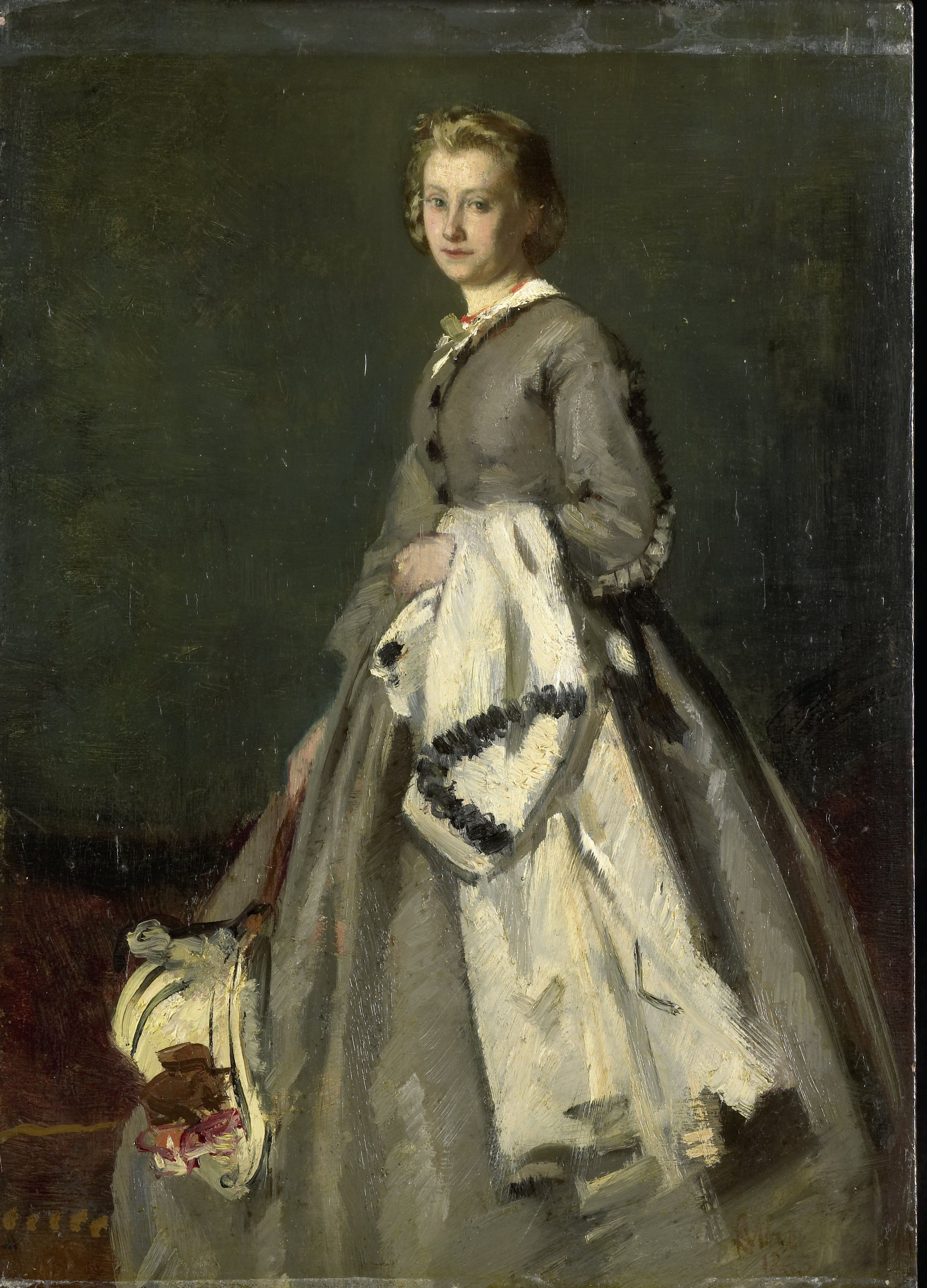
Een jonge vrouw (1863)
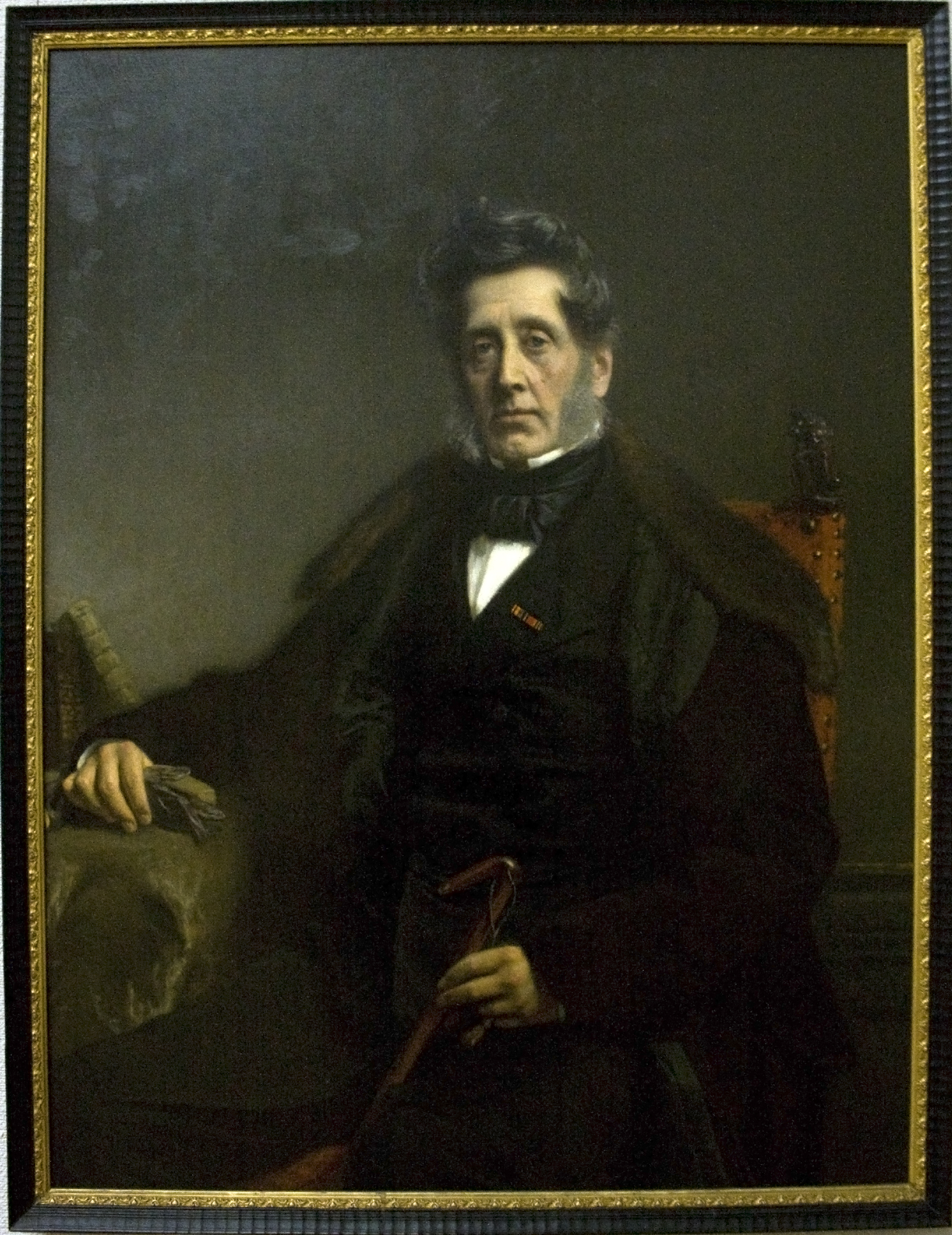
Portret van Johannes Luden (1868)
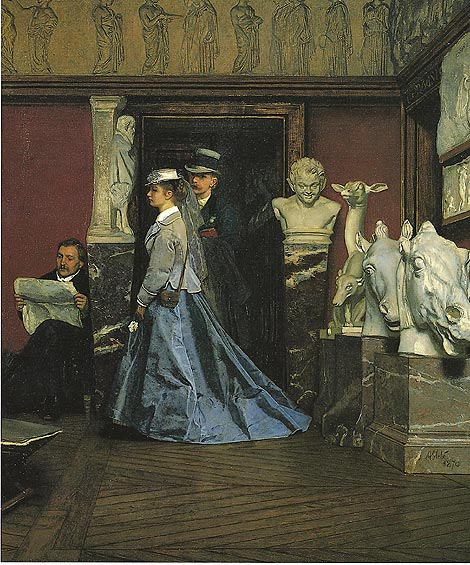
Museumbezoek (1870)
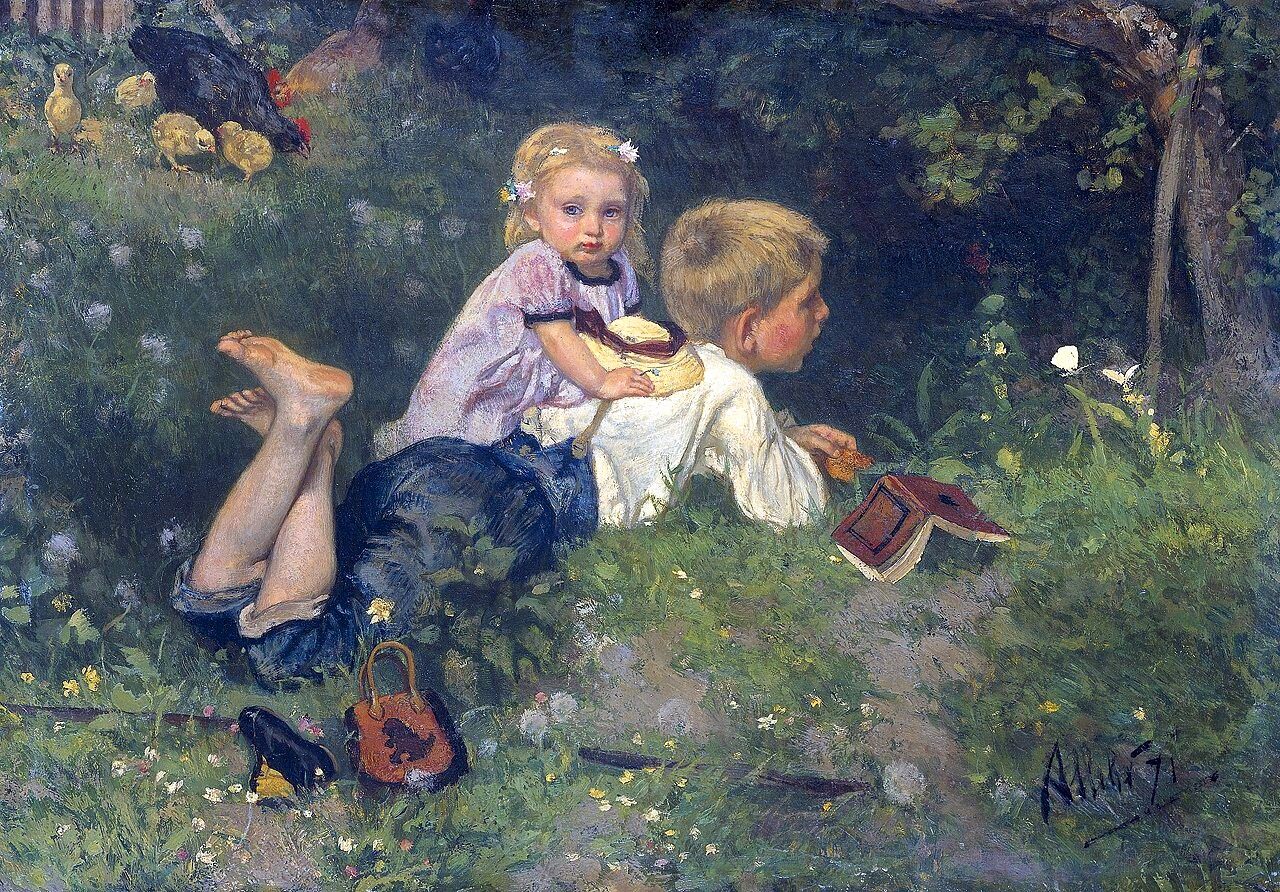
De vlinders (1871)
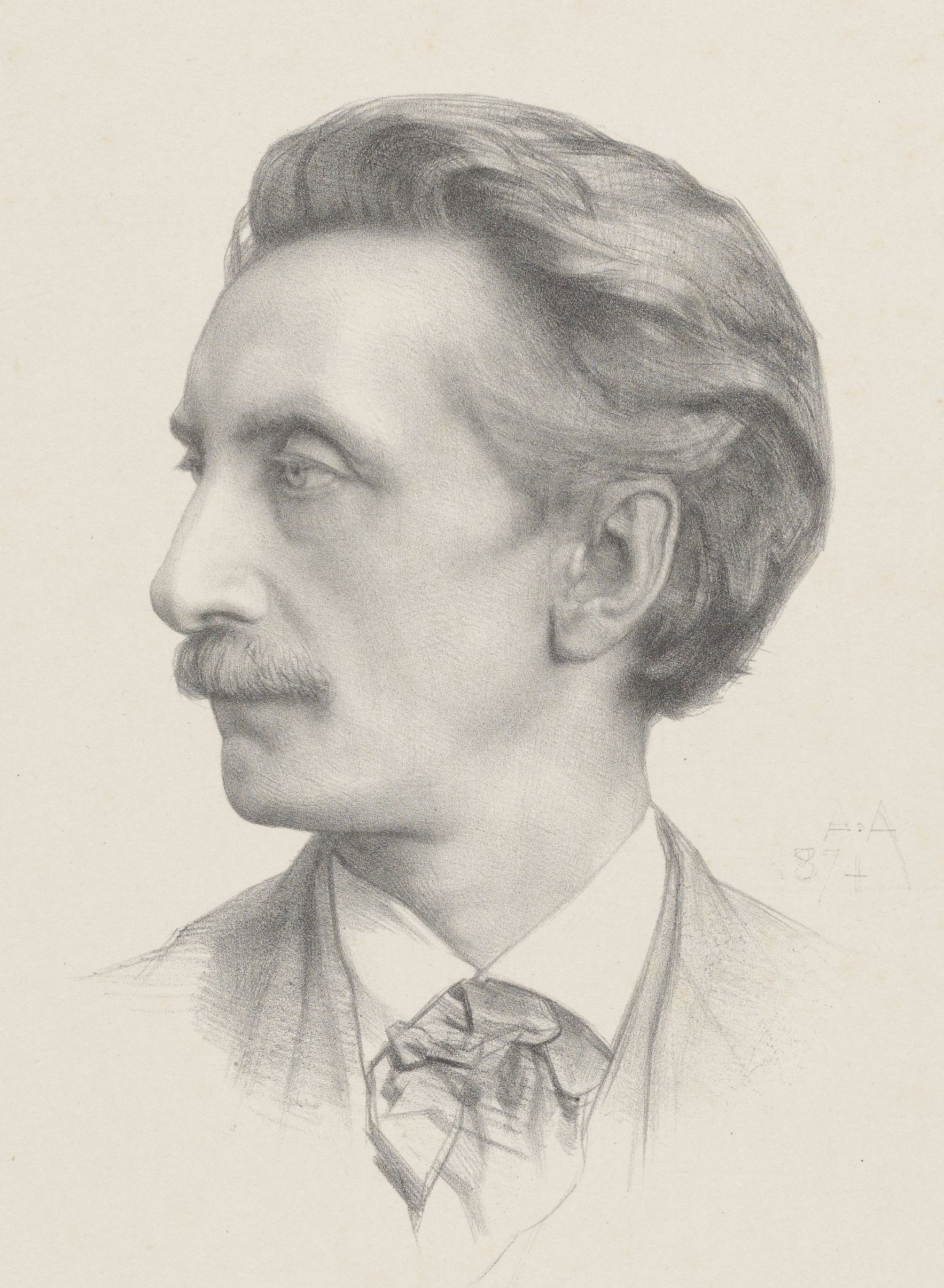
Portret van Multatuli,(1874)
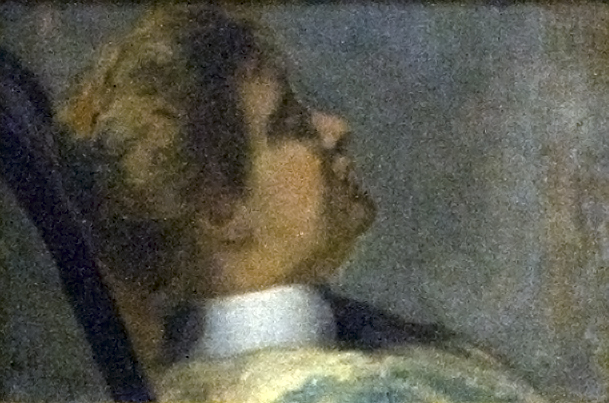
Portret van een onbekende vrouw en profiel (1907)

- Bibliothèque nationale de France: cb14964978w (data)
- Biografisch Portaal: 30784056
- Digitale Bibliotheek voor de Nederlandse Letteren: alle006
- Gemeinsame Normdatei: 118846574
- International Standard Name Identifier: 0000 0000 6664 095X
- Library of Congress Control Number: n88032377
- Nederlandse Thesaurus van Auteursnamen: 069912300
- RKD-Nederlands Instituut voor Kunstgeschiedenis: 1197
- Système universitaire de documentation: 08363665X
- Union List of Artist Names: 500022423
- Virtual International Authority File: 74123267
- WorldCat: E39PBJmHDgjMGG87gp3hc4KTpP